# Ceratina alexandrae
Ceratina alexandrae är en biart som beskrevs av Baker 2002. Ceratina alexandrae ingår i släktet märgbin, och familjen långtungebin. Inga underarter finns listade i Catalogue of Life.